# 乔治诗集
《乔治诗集》编辑于英国乔治五世时期，编者为英国诗人、圣公会牧师爱德华·加勒德·马什。《乔治诗集》包括沃尔特·德·拉·马雷、埃德蒙·布伦登和阿尔弗雷德·爱德华·豪斯曼等抒情诗人的作品。